# Ján Kalinčiak

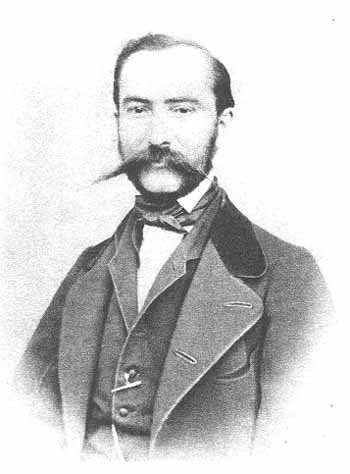
Jan Kalinčiak

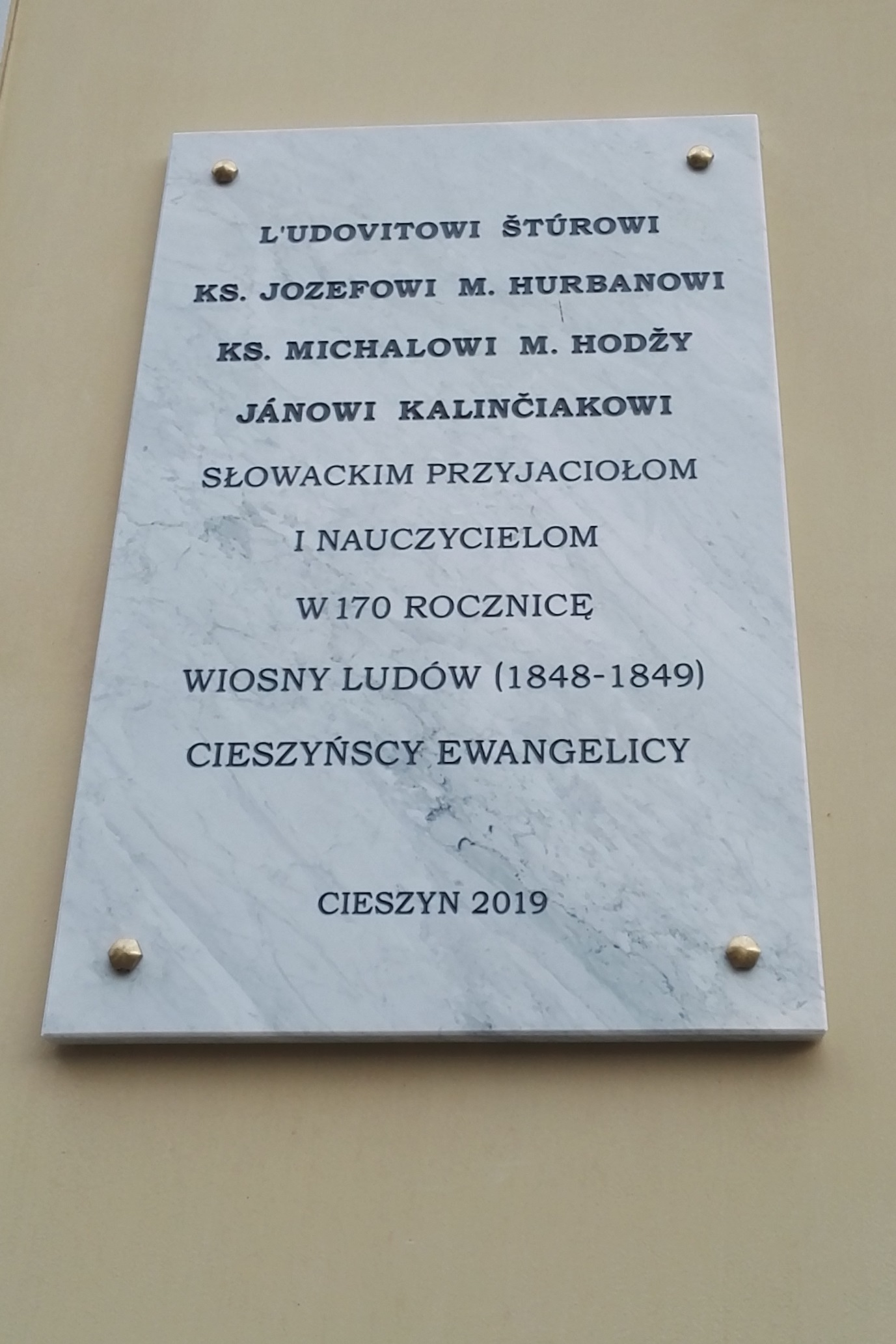
Płyta w Cieszynie

Ján Kalinčiak (ur. 10 sierpnia 1822, zm. 16 czerwca 1871 w Martinie) – słowacki pisarz i poeta, szturowiec, jeden z czołowych romantyków, zajmował się głównie pisaniem opowiadań historycznych, powieści z życia drobnego mieszczaństwa (np. Restauracja) oraz szkiców pamiętnikarskich.
W latach 1858–1869 działał jako nauczyciel w Cieszynie.

## Dzieła

### Poezje
- Králův stůl (zostało wydane w czasopiśmie Tatranka 1842),
- Bojovník, báseň, která zľidověla (zostało wydane w czasopiśmie Nitra 1846),
- Krakoviaky (zostało wydane w czasopiśmie Nitra),
- Márii od Jána (zostało wydane w czasopiśmie Nitra),
- Pozdravenie (zostało wydane w czasopiśmie Nitra 1847),
- Rada (zostało wydane w czasopiśmie Nitra),
- Moja mladosť (zostało wydane w czasopiśmie Nitra),
- Smutný pohrab (zostało wydane w czasopiśmie Nitra)

### Powieści
- Bozkovci (zostało wydane w czasopiśmie Nitra),
- Milkov hrob (zostało wydane w czasopiśmie Orol tatránski),
- Bratova ruka (zostało wydane w czasopiśmie Orol tatránski),
- Púť lásky (zostało wydane w czasopiśmie Orol tatránski),
- Mládenec slovenský (zostało wydane w czasopiśmie Orol tatránski),
- Svätý Duch (zostało wydane w czasopiśmie Orol tatránski)